# Salies-de-Béarn
Salies-de-Béarn is een gemeente in het Franse departement Pyrénées-Atlantiques (regio Nouvelle-Aquitaine). Tot 2016 behoorde de gemeente tot het arrondissement Pau. Per 1 januari 2017 werd zij overgeheveld naar het arrondissement Oloron-Sainte-Marie. Salies-de-Béarn telde op 1 januari 2022 4.642 inwoners.

## Geografie
De oppervlakte van Salies-de-Béarn bedroeg op 1 januari 2022 52,08 vierkante kilometer; de bevolkingsdichtheid was toen 89,1 inwoners per km².

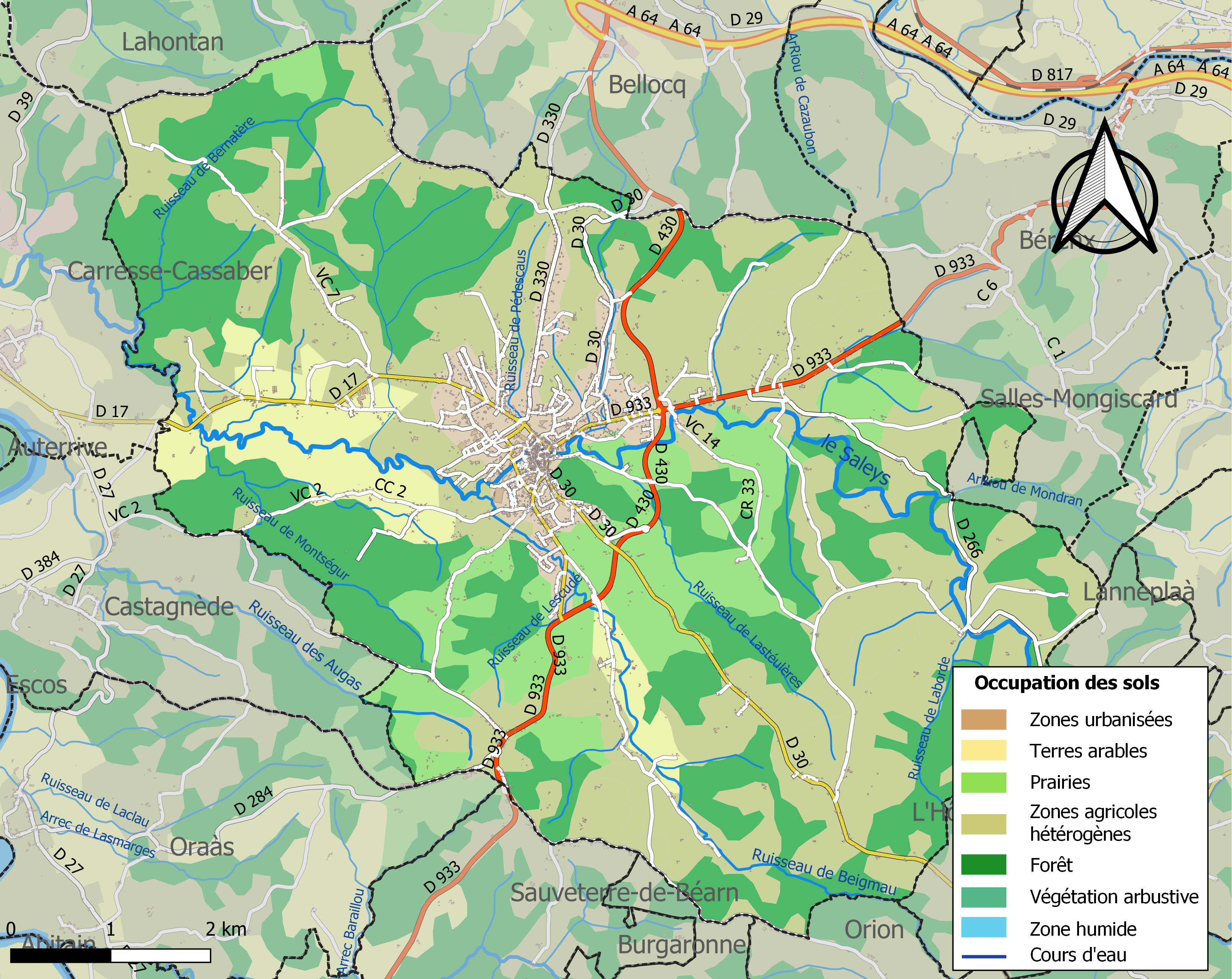
Kaart van de gemeente met belangrijkste infrastructuur, bodemgebruik en omliggende gemeenten

## Demografie
De figuur toont het verloop van het inwonertal (bron: INSEE-tellingen).

## Geschiedenis
Salies de Béarn is een klein stadje in Aquitanië. Het ligt tussen de steden Bayonne en Pau in, en heeft zijn ontstaan te danken aan de zoutwaterbron in het midden van de stad. De zoutwaterbron was een bron van rijkdom, eerst door de winning van het zout zelf en later door het bouwen van thermale zoutbaden waar de bourgeoisie van Frankrijk op af kwam. In 1891 verklaarde de Academie voor Gezondheidszorg het zout geschikt voor geneeskundige toepassing in de Thermale baden. 
Prehistorie
Gedurende de ijstijd werd bepaald hoe de wereld eruit kwam te zien. Door grote bewegingen van platen konden bepaalde elementen hun weg naar de oppervlakte vinden.
Het zout van Salies vindt zijn oorsprong aan het eind van de geologische tijd Trias, ongeveer 200 miljoen jaar geleden. Het super continent Pangea begon uiteen te vallen en een zeegolf vanuit de Boreale zee stroomde in het bekken van Aquitanië. Aquitanië heeft een Aridisch zeeklimaat. Door verdamping van het water in het bekken bleven grote hoeveelheden evaporieten achter, die onder andere bestaan uit zout en natuurgips. Tijdens de geologische tijden Jurassic en Krijt, ongeveer 200 tot 64 miljoen jaar geleden, vormde zich een kleilaag bestaande uit resten van dieren, koraal en verschillende kleuren mergel. Deze kleilaag beschermt het zout tegen vervuiling. Aan het eind van het Krijt, toen de Pyreneeën ontstonden, vonden enorme breuklijnen hun weg door de Béarnaise gronden. Het zout vloeide in de breuklijnen en liet daarbij sporen achter aan de oppervlakte.
Gedurende een lange tijd stroomt regenwater in de grond en het zout loste daarin op. Het regenwater stroomde ook door andere lagen klei en onttrok daaruit de restelementen. Dit water vormde de zoutwaterbronnen in de Béarn waarvan er één zich onder Place du Bayaà in Salies de Béarn bevindt.
De oorsprong van de nederzetting ligt in de Middeleeuwen maar ook in de prehistorie hebben mensen hun weg gevonden naar de zoutwaterbron, ook wel genoemd de ‘Houn Salade’. Er zijn keramische potten teruggevonden uit de bronstijd, ongeveer 500 jaar voor Christus. In deze potten werd zout geproduceerd. Doordat het water verdampt, bleef het zout achter in de pot, de pot werd gebroken en er bleef een ‘zoutbrood’ over.
Romeinse tijd, 1e tot 4e eeuw
Tijdens de Gallo-Romeinse tijd (1e eeuw voor tot 4e eeuw na Christus) werd zout gewonnen in ijzeren platen die aan elkaar verbonden waren met klei. Deze platen werden verwarmd en daarin werden taps toelopende vazen geplaatst. Deze vaten werden gebroken en het zoutbrood bleef over. De enorme tonnen puin die opgegraven zijn door archeologen wijzen erop dat het waarschijnlijk noodzakelijk was om de vazen te breken. Gedurende de Romeinse tijd ontstonden er zoutroutes vanuit Salies de Béarn. Het zout werd verhandeld met andere goederen en werd via de Cami Salié naar Toulouse en verder gebracht.
Middeleeuwen, 900 tot 1700
Tot in de late middeleeuwen was er niet veel activiteit rondom de zoutbron. De geboorte van de nederzetting Salies vindt plaats tussen 900 en 1000 na Christus.
De legende van Salies
Salies dankt zijn ontstaan aan de zoutbron waarop het gebouwd is. Maar eigenlijk dankt het stadje zijn bestaan aan een wild zwijn: un sanglier. Indertijd waren deze heuvels bedekt met bossen en moerassen. Een wild zwijn terroriseerde de bewoners in de bossen. Toen het zwijn achterna gezeten werd door jagers raakte het gewond door een speer. De jagers konden het zwijn niet meer vinden. Enkele dagen later is het teruggevonden, bedekt met zout dat achterbleef nadat het water verdampt was. Sinds de ontdekking van de zoutwaterbron waakt het dorpje Salies-de-Béarn over haar schat: een bron van zout water die zorgt voor de goede gezondheid en de welvaart van dit dorp. Tijdens de laatste ademtocht zei Le Sanglier in het Béarnais: ‘Si you nou eri mourt, arres n’y bibéré’ ook wel : ‘Si je n’y étais pas mort, personne n’y vivrait .’ in het Nederlands betekent het grofweg: ‘Als ik niet was gestorven, had hier niemand geleefd.’
Aan het begin van de Middeleeuwen werd een nieuwe productiemethode ontwikkeld: het gebruik van de metalen zoutpan. Deze zoutpan was productiever en duurzamer dan de potten die tot dan toe gebruikt werden. Ook zorgde deze methode ervoor dat er grotere hoeveelheden zout geproduceerd kon worden.
Anders dan andere goederen die indertijd verhandeld werden was zout een zeer kostbare schat en werd het vooral gekocht door buitenlanders en vorsten. Zout heeft altijd al een belangrijke functie gehad, het conserveerde vlees en melkproducten; op deze manier was voedsel ook aanwezig in moeilijkere tijden.
Het winnen van het zoute water was in eerste instantie chaotisch geregeld maar werd steeds meer georganiseerd. Om de kostbare bron te beschermen werd op 11 november 1587 het ‘Règlement de la Fontaine Salée’ (Reglement van de zoutwaterbron) geschreven in het ‘Livre Noir’ (Zwarte boek). Deze wet, bestaande uit negen artikelen, organiseerde een eerlijke verdeling van het zoute water tussen ‘les voisins’ (de buren) van de bron en de manier waarop het recht geërfd kon worden. Het water mocht alleen onttrokken worden door families uit Salies zelf en het recht mocht dan ook alleen maar onder bepaalde voorwaarden overgaan van de ene generatie naar de andere. ‘Les voisins’ werden ook wel ‘part-prenants’ ofwel aandeelhouders genoemd. Iemand kon een part-prenant worden als hij of zij meer dan 6 maanden in Salies woonde. Kinderen die getrouwd zijn met een ‘étranger’ (buitenlander, buiten Salies geboren) ontvangen slechts een halfrecht dat niet overdraagbaar is aan de nakomeling. Het zoutrecht wordt overgedragen via geboorte. De plicht om te trouwen met iemand uit Salies om recht te hebben op het zout veroorzaakte soms vreemde huwelijken tussen bijvoorbeeld jonge mannen en oude vrouwen. Ook was er een plicht om in Salies te wonen om recht te hebben op het zout. Daarom gingen mannen vaak in dienst bij de koning om recht te hebben op het zout zonder in Salies te wonen. Deze regeling was de oorzaak van veel conflicten in de 17e en 18e eeuw.
De Prauba Muda
Saliesiens, zo worden de inwoners van Salies genoemd, waren vrijgesteld van zoutbelasting ‘gabelle’ tot de Franse revolutie in 1789. Maar ondanks dit voordeel hebben de part-prenants altijd het gevoel gehad beroofd en geplunderd te worden. Enerzijds door machtige lokale heren die belastingen legden op de productie van de sameaux, kachels of op de houtkap. Anderzijds voelden ze zich beroofd door andere Salisiens die het water ’s nachts kwamen stelen. De part-prenants hebben hun zoutwaterbron dan ook ‘prauba muda’ genoemd ofwel ‘arme stomme’. Omdat de bron altijd getuige is geweest van plunderingen en diefstallen. De Prauba Muda wordt uitgebeeld door het standbeeld voor het musée du sel met de woorden ‘prauba muda, tostem tonuda’ erbij. Dat betekent: arme stomme, altijd geschoren/geplukt.
De verdeling van het water vond in principe twee keer per week plaats en werd aangekondigd door klokken en stadsomroepers. In de realiteit vond de verdeling van het water veel minder vaak plaats. Het water werd verdeeld onder ‘les voisins’ (de buren) van de bron. Voor het water uit het bassin genomen mocht worden werd eerst de ‘ Houn Boune’ gedaan; het water werd ontdaan van zoet water (regen) die op het bassin terecht was gekomen. Het zoete water mengt niet met het zoute water vanwege het grote verschil in dichtheid. Om te weten hoeveel zoet water er verwijderd moest worden werd er een ei in het water gelegd. Dit zonk in zoet water maar bleef drijven in het zoute water, waardoor het ei tussen de twee waterlagen bleef hangen. Vervolgens werd het zoete water uit het bassin geschept totdat de helft van het ei boven water lag. Het zoete water werd in de ‘Rue de moulin’ wat de huidige ‘Rue de canal’ afgevoerd naar de rivier de Saleys. Als het zoete water van het zoute water afgeschept werd dat de ‘Houn Boun’, een goede bron. Het aantal begunstigde families werd bepaald via een openbare veiling. Eerst werd de hoeveelheid water in het bassin geschat, daarna werd het water verdeeld. Als eerste waren de eigenaars van de huizen in de buurt aan de beurt. Daarna de huurders van huizen en als laatste ‘les femelles’ oftewel de meisjes die met een ‘étranger’, buitenlander; iemand die buiten salies is geboren, getrouwd waren. In de middeleeuwen waren er 4 families met de namen: Départ, Poumayou (of Puy Mayou of Pont-Mayou), Poey Saint-jean en Virelongue. Later werden de namen uitgebreid in de registers met: Pont-Mayou, le Bédat-Bayaà, le Clausou of Clauson, Départ, Balaclave (Bellecave), l’Oumé, Andioque, Barate, Houbourguet, etc. Al deze namen staan beschreven in het ‘Livre Noir’.
Aangezien Salies een protestants dorp was begon de verdeling met de woorden ‘Au nom du Diu, sit nomen domini benedictum’ oftewel: ‘In de naam van God’. De veilingmeesters moesten zorgen voor een correcte verdeling van het water. Als alle aangewezen families eenmaal voorzien waren van water en er bleef zoutwater over, dan was het overgebleven zoutwater voor de veilingmeester. Als er water tekort was voor een eerlijke verdeling dan hadden de veilingmeesters inschattingsfouten gemaakt en moesten zij geld bijbetalen.
Om het zout te onttrekken namen de Salisiens het zoute water naar huis in de ‘sameau’ dit was een houten vat van 92 liter en was volledig gevuld 130 kilo zwaar. Het water werd in de ‘couléde’ gegoten, een stenen trog voor het huis aan de straatkant. Het water stroomde door een ondergronds houten kanaal onder het huis door en werd opgeslagen in de ‘duli’, een tank onder de werkplaats. De zoutmaker haalde water uit de tank en goot het water in vierkante loden pannen genaamd ‘padères’. Deze pannen werden van onderen verwarmd en doordat het water verdampte bleef het zout over. Eerst verscheen er een soort bovenlaag de ‘fleur de sel’. Vervolgens zonken de grote kristallen naar de bodem van de pan. Met een houten hark werd het zout op een hellend vlak bekleed met een doek verspreid zodat het zout kon uit lekken. Het water liep terug de pan in langs de stof die vaak verstijfd was door het zout. De zoutmaker moest voortdurend water bijvullen en het vuur opstoken totdat de voorraad water op was. Zo nu en dan werden de loden pannen vervangen. De bodems van de pannen raakten bedekt met een laag gips, deze werden met de hamer gebroken en verkocht aan leerlooiers voor het behandelen van huiden.
Het zout werd per karavaan vervoerd op de zoutwegen om verkocht te worden in de Pyreneeën, Baskenland en les Landes.
Steeds meer mensen bouwden huizen rondom Place du Bayaà, daardoor liggen de straten in de vorm van een slakkenhuis rond het bassin. Place du Bayaà was daardoor niet alleen het centrum van de stad maar ook het sociale middelpunt. Place du Bayàa was niet de enige bron in de stad. Ook op de Place de la Trompe en op de Rue de Griffon was een bron te vinden. Deze twee laatste bronnen bevatten echter zout van veel minder kwaliteit dan het zout op de Place du Bayàa.
Protestantisme in Salies 
Dankzij Jeanne d’Albret, de moeder van Henri IV, is Salies een protestants dorp. l’Église Saint-Vincent werd in 1565 een protestantse kerk. In de lente van 1569 viel Antione de Lomage met een katholiek leger de Béarn binnen. Op aanvraag van Jeanne d’Albret trok de protestantse chef de Béarn binnen en blokkeerde de katholieke tropen in Orthez op 11 augustus. Hij verbood het protestantisme in de Béarn op 2 oktober 1569 terwijl een burgeroorlog gaande is. De terugkomst van de koning in 1571 zorgde ervoor dat ‘la Réforme en Béarn’ wint. In 1598 werd het edict van Nantes ingesteld waardoor Protestanten godsdienstvrijheid kregen.
In 1617 werd middels het l’Édit de Fontainebleau dat ingesteld werd door Louis de 13e het Katholicisme verplicht gesteld. In 1621 werd Saint-Vincent weer een Katholieke kerk. Louis de 14e trok in 1685 het edict van Nantes in en het katholicisme werd weer verplicht. In Salies had dat enorme gevolgen. Op 4 februari 1685 werd de tempel gesloten en in 1687 werd de regent van Salies, Jean de Cassiau, naar de galeien gestuurd. In 1688 worden twee Saliesiens die deelnamen aan een verboden samenkomst in de bossen werden geëxecuteerd als waarschuwing. Deze vervolging duurde een eeuw lang. Als gevolg daarvan bekeerden veel protestanten zich tot het katholicisme.
Vroeg moderne tijd 1700 tot 1800
Naast het vervaardigen van zout werden er ook andere beroepen uitgeoefend zoals: kamerdienaren, advocaten, bankmedewerkers, timmerlieden, kuipmakers, wijnmakers en zoutwerkers. Tussen 1750 en 1850 ontwikkelde zich een meubelmakerschool in Salies. Deze school werd ontwikkeld door de familie Bergeras en was zeer bekend omdat de meubels van zeer goede kwaliteit waren.
Moderne tijd 1800 tot 2000
Tot in de 19e eeuw werd het zoutwater onttrokken door individuele zoutmakers in hun kleine zoutfabrieken thuis. De zoutwet van 1 juni 1840 stelde echter dat privéproductie van zout was verboden. Alleen de zoutwerken die meer dan 500 ton per jaar produceerden mochten blijven. In 1842 werd daarom gestart met de bouw van de grote zoutwerken wat op de dag van vandaag ‘Pavillion Saleys’ heet. Deze fabriek verwierf op grote schaal zout in plaats van de geringe hoeveelheid van de traditionele zoutmakers. In 1880 werden de zoutwerken verwoest door brand, deze werden herbouwd in het Herre quartier.
Gedurende de 19e eeuw krijgt Salies steeds meer te maken met concurrentie van goedkoper zeezout. Ook verloren ze het voordeel van vrijstelling van zoutbelasting en verloren ze het monopolie op productie en verkoop van zout. Daarom verlegde Salies zijn focus van het produceren van zout naar het aanbieden van thermale zoutbaden en de kuren. In 1857 gaf de Academie voor Geneeskunde toestemming om het zoute water uit de bron op Place du Bayáa te gebruiken voor therapeutische doeleinden. In 1891 werd deze toestemming uitgebreid naar de bron van Oraàs. Ondanks dat de bouw van de baden al gepland was voor 1853 vond de daadwerkelijke bouw pas plaats in 1857. Het gebouw was ontworpen om gelijktijdig zout, thermaal bronwater en moederlogen (onoplosbare modder die overblijf na verdamping van opgeloste zouten) te vervaardigen. Dokter Jean-Brice Coustalé de Laroque uit Salies, de district – arts van Napoleon III had zeer bekende cliënten uit Parijs die hij naar de baden stuurden. Op die manier gaf hij een enorme impuls aan de reputatie van de spa. Het zoutkuuroord werd zo populair dat er zelfs affiches op het treinstation in Parijs hebben gehangen.
In 1869 werd de bron op Place de Bayaa bedekt door stenen bogen, deze crypte beschermt sindsdien de bron.
Na  de verwoesting van het kuuroord door een hevige brand, werd in 1888 het huidige complex gebouwd. Luxe hotels zoals het Hotel du Parc en Hotel Bellevue rezen uit de grond. Het Hotel de France et d’Angleterre werd gebouwd op initiatief van de ster danseres van het Opéra de Paris Rosita Mauri. Toen ze geblesseerd raakte aan haar enkel, genas ze na een kuur in Salies. Dat hotel is in 1998 gedeeltelijk afgebrand en sindsdien nooit gerestaureerd. De echtgenoot van Rosita, Antonin Proust was bevriend met Edouard Manet, zijn schilderijen zijn later teruggevonden op de zolders van het hotel.
De komst van kuuroordbezoekers zorgde voor het ontstaan van nieuwe beroepen: wassers, borduursters, strijksters en kantwerksters.
De banner
De banner voor de zoutmakers organisatie Les Amis de Vieux Salies is nog steeds in gebruik door de Part-prenants. Het is in 1900 gemaakt door Madame CombesSaint-Macary. Deze vrouw, de eigenaresse van château Bijou de Labastide-Villefranche, heeft de banner geweven en borduurde het met goud draad. De volgende symbolen worden erin gebruikt:
- de lange paal, deze staat voor prestige en delen.
- Het houten ‘sameau’ wat gevuld is met zout water staat voor de lokale rijkdom en voor eerlijke verdeling.
- Het wilde zwijn lijkt levend te zijn en vertegenwoordigd hiermee de nodige onafhankelijkheid voor overleving.
- Het Maltezer kruis is getuige van de basis van de organisatie.
- De 4 Basque kruisen in elke hoek van de vlag staat voor de 4 seizoenen en ook voor een universeel symbool van leven en tolerantie.
Zelfs 4 eeuwen later, in 1957, is de ‘Règlement de la Fontaine Salée’ nog steeds in werking.
Vandaag de dag zijn de zoutwerken in het Herre quartier in Salies nog steeds volop in bedrijf. Alhoewel de technieken flink verbeterd zijn wordt het zout nog steeds gedolven door evaporatie van water. Het zout komt tegenwoordig uit de bron van Oraas. Deze bron is ontdekt in 1830 en is eerst eigendom van het bedrijf Thore, later kwam het in bezit van de ‘part-prenants’. Om het water te vervoeren is een 8 kilometer lange pijplijn gebouwd van Oraas naar de zoutwerken van Salies. Het zoutwater wordt dan langzaam verwarmd in een zoutpan. De zoutwerken gebruiken diverse manieren van verwarmen: hout, hergebruik van warmte en elektrische verwarming. Door evaporatie kristalliseert het zout. Onder de oppervlakte van het water vormt zich grote en decoratieve zoutkristallen. Dit ‘fleur de sel’ (bloemen van zout) wordt met de hand eruitgehaald. Op een gegeven moment zijn de zoutkristallen te zwaar en drijven ze naar beneden. Een grote schep schept het zout van de bodem en wordt dan natuurlijk gedroogd in de open lucht. Dat drogen duurt ongeveer 3 maanden. Als de zout en het Fleur de Sel zijn gedroogd worden ze verpakt op dezelfde plaats.
Er komen ongeveer 3000 kuuroordgangers per jaar naar Salies voor behandelingen op het gebied van pediatrie, gynaecologie en reumatologie. Het openbare gedeelte van het kuuroord verwelkomt 32000 gasten per jaar.
De fabriek produceerde 1500 ton zout in 2010. Dat zout werd voornamelijk gebruikt voor het zouten van de Jambon de Bayonne, ham die uitsluitend gezouten mag worden met zout van Salies wil hij deze naam kunnen dragen.
Salies zelf heeft in de loop der tijd een enorme metamorfose ondergaan; met de verhuizing van het zoutmuseum van de Rue de Canal naar de Rue Loume is de buurt van de Rue Loume aanzienlijk verbeterd. Ook is met de komst van de rondweg de bereikbaarheid flink verbeterd. Daardoor komen elk jaar meer toeristen naar Salies.

## Afbeeldingen

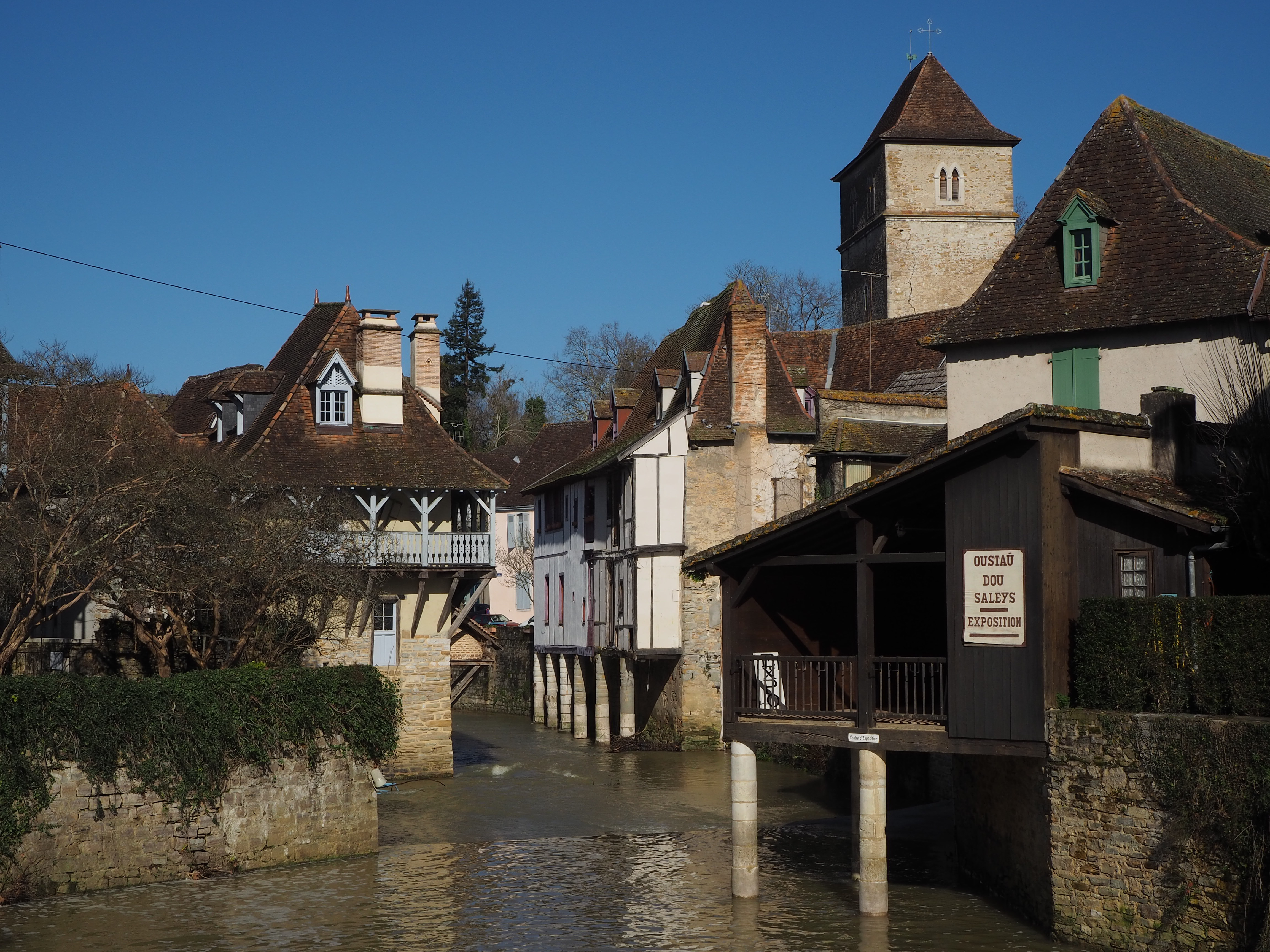
Centrum
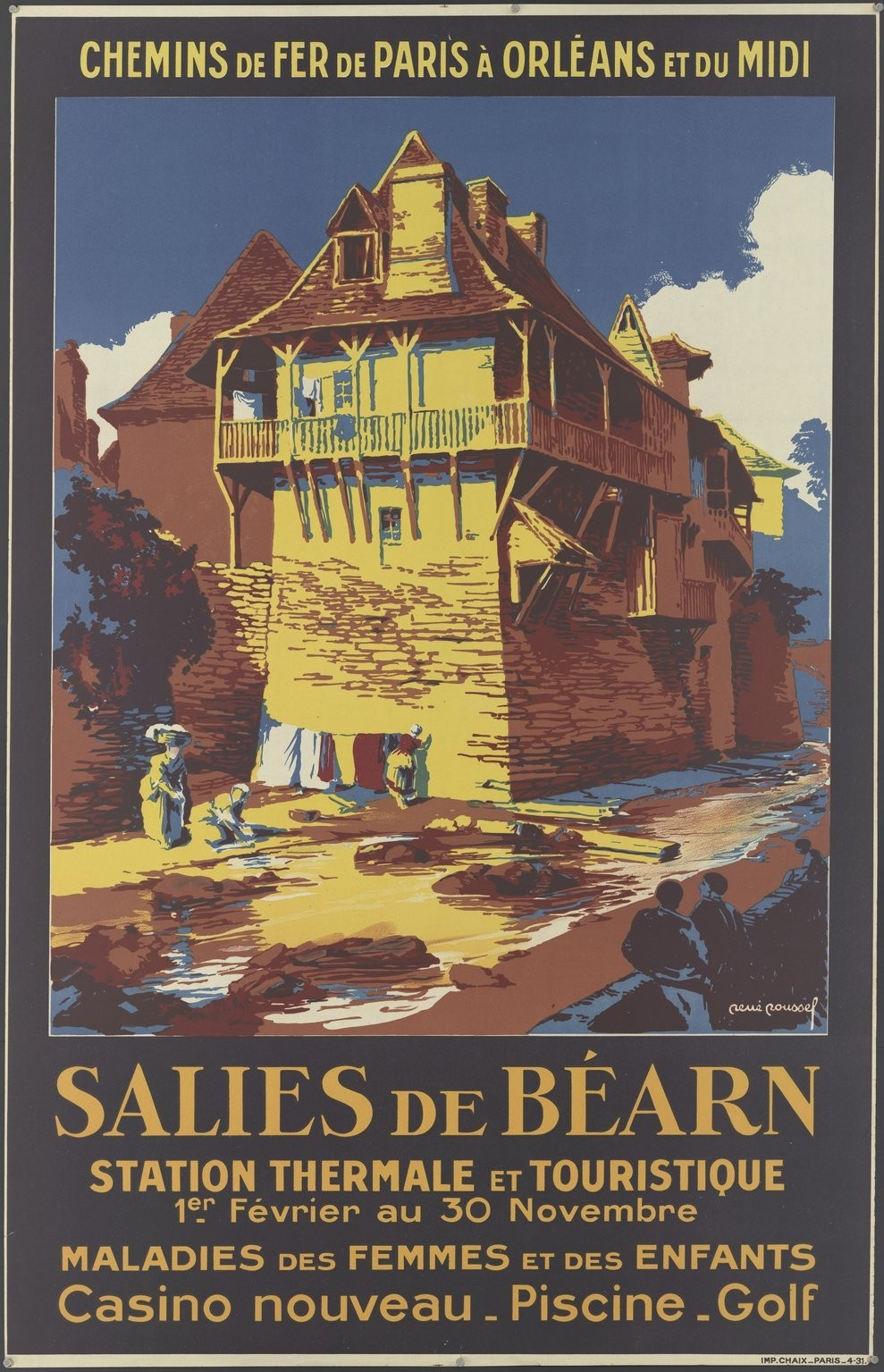
Reclame van de PO, 1931
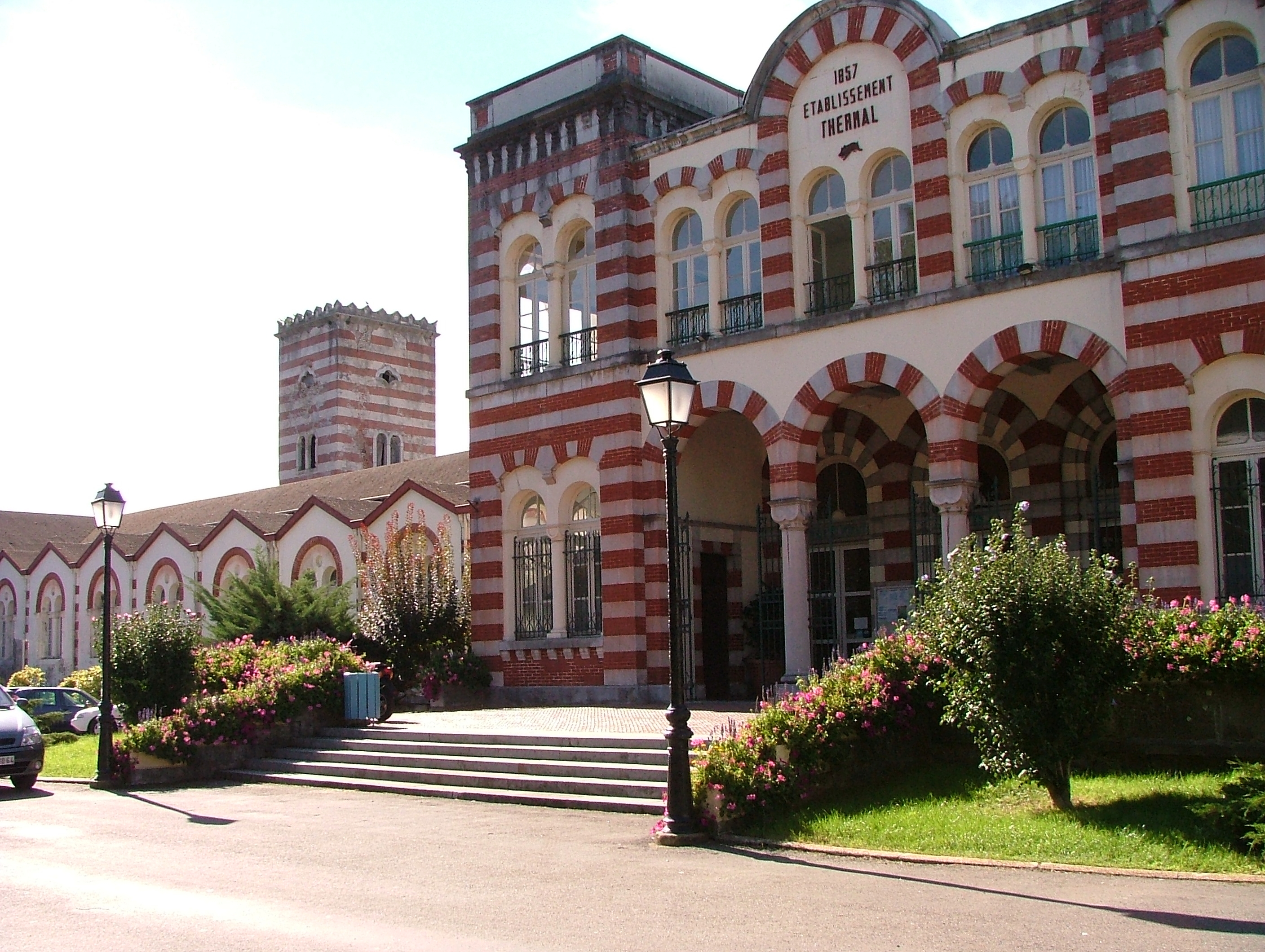
Thermen